# مارتن سكورسيزي
مارتن سكورسيزي (بالإنجليزية: Martin Scorsese) (مواليد 17 نوفمبر 1942) هو صانع أفلام أمريكي. يُعد واحداً من أبرز وجوه حقبة هوليوود الجديدة، وقد حاز على العديد من الجوائز، من بينها جائزة أوسكار وأربع جوائز بافتا وثلاث جوائز إيمي وجائزة غرامي، وثلاث جوائز غولدن غلوب. نال تكريمات رفيعة منها جائزة الإنجاز مدى الحياة من معهد الفيلم الأمريكي عام 1997، وتكريم جمعية فيلم لينكولن سنتر عام 1998، ووسام مركز كينيدي عام 2007، وجائزة سيسيل بي ديميل عام 2010، وزمالة بافتا عام 2012. وقد اختارت مكتبة الكونغرس أربعة من أفلامه لإدراجها في السجل الوطني للأفلام بوصفها «ذات أهمية ثقافية أو تاريخية أو جمالية».
حصل سكورسيزي عام 1968 على درجة الماجستير في الآداب من كلية ستينهاردت للثقافة والتعليم والتنمية البشرية بجامعة نيويورك. وقد كان أول أعماله الإخراجية فيلم من يطرق بابي؟ ‏(1967)، الذي قُبل عرضه في مهرجان شيكاغو السينمائي. خلال سبعينيات وثمانينيات القرن العشرين، تأثرت أفلام سكورسيزي بشكل كبير بخلفيته الإيطالية-الأمريكية ونشأته في مدينة نيويورك، وتمحورت حول رجال يتسمون بالتفاخر بالرجولة، مستكشفةً موضوعات الجريمة والذكورية والعدمية والمفاهيم الكاثوليكية المتعلقة بالذنب والخلاص. ظهرت أساليبه الإخراجية المميزة لأول مرة في فيلم الشوارع الدنيئة ‏(1973)، والتي شملت الاستخدام المكثف للعرض البطيء وتجميد الإطارات، والسرد الصوتي، والعرض التصويري للعنف المفرط، والاستخدام الواسع للألفاظ النابية.
فاز سكورسيزي بجائزة السعفة الذهبية في مهرجان كان السينمائي عن فيلم سائق التاكسي ‏(1976)، الذي قام ببطولته روبرت دي نيرو مجسّدًا شخصية جندي مضطرب عائد من حرب فيتنام. أصبح دي نيرو مرتبطاً باسم سكورسيزي من خلال ثمانية أفلام أخرى، من بينها نيويورك، نيويورك ‏(1977) والثور الهائج ‏(1980) وملك الكوميديا ‏(1982) والأصدقاء الطيبون ‏(1990)، وكازينو ‏(1995)، والأيرلندي ‏(2019). وفي العقود التالية، حقق سكورسيزي نجاحاً في شباك التذاكر من خلال سلسلة من التعاونات مع ليوناردو دي كابريو، شملت أفلام عصابات نيويورك ‏(2002) والطيار ‏(2004) والمغادرون ‏(2006) وجزيرة شاتر ‏(2010) وذئب وول ستريت ‏(2013). كما جمع بين دي نيرو ودي كابريو في فيلم قتلة زهرة القمر ‏(2023). إلى جانب ذلك، أخرج سكورسيزي أعمالًا بارزة أخرى مثل بعد ساعات ‏(1985) ولون المال ‏(1986) والإغراء الأخير للمسيح ‏(1988) وعصر البراءة ‏(1993)، وكوندن ‏(1997) وهيوغو ‏(2011) والصمت ‏(2016).
في مجال التلفزيون، أخرج سكورسيزي حلقات من مسلسل شبكة إتش بي أو إمبراطورية الممر ‏(2010–2014) ومسلسل فينيل ‏(2016)، إضافة إلى الفيلم الوثائقي الخطابة العامة ‏(2010) من إنتاج HBO، والمسلسل الوثائقي على نتفليكس تظاهر أنها مدينة ‏(2021). كما أخرج عدداً من الأفلام الوثائقية الموسيقية عن الروك، منها الوداع الأخير ‏(1978)، ولا اتجاه للمنزل ‏(2005)، وسلّط الضوء ‏(2008). استكشف سكورسيزي تاريخ السينما من خلال أعمال وثائقية مثل رحلة شخصية مع مارتن سكورسيزي عبر الأفلام الأمريكية ‏(1995)، ورحلتي إلى إيطاليا ‏(1999). وهو من أبرز المدافعين عن حفظ وترميم الأفلام، وقد أسّس ثلاث منظمات غير ربحية: مؤسسة الفيلم عام 1990، ومؤسسة السينما العالمية عام 2007، ومشروع التراث السينمائي الإفريقي عام 2017.

## حياته المبكرة والتعليم

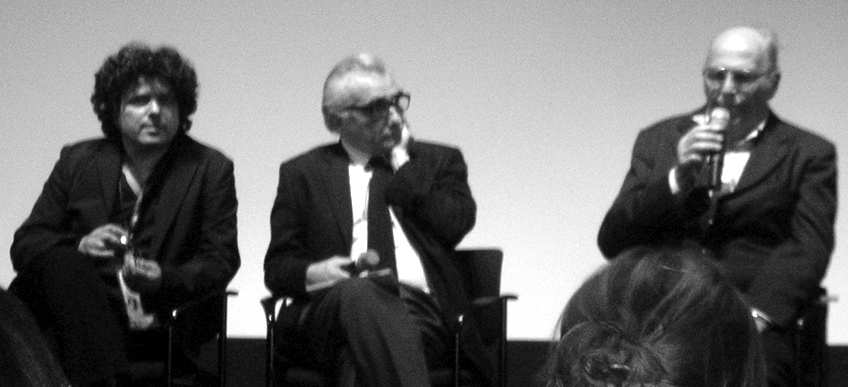
من اليسار لليمين: سالفو كوتشيا وسكورسيزي وفيتوريو دي سيتا في مهرجان تريبيكا السينمائي 2005

وُلِد مارتن تشارلز سكورسيزي في حي فلاشينغ ضمن منطقة كوينز في مدينة نيويورك في 17 تشرين الثاني 1942. نشأ في حي ليتل إيتالي بمنطقة مانهاتن في المدينة. كان والداه، كاثرين ساركوزي (الاسم قبل الزواج: كابا) وتشارلز سكورسيزي، يعملان في منطقة صناعة الملابس؛ إذ كان تشارلز كويًّا للملابس وممثلًا، بينما عملت كاثرين كخياطة وممثلة. كان جميع أجداد سكورسيزي الأربعة مهاجرين إيطاليين من صقلية؛ إذ قدموا من بلدة بوليتسي جينيروسا من جهة والده، ومن بلدة تشيمينا من جهة والدته. وكان اسم العائلة الأصلي سكوتسيزي (Scozzese)، ويعني «الاسكتلندي» أو «الاسكتلندي الأصل» باللغة الإيطالية، لكن جرى تغييره إلى سكورسيزي نتيجة خطأ في النسخ.

نشأ سكورسيزي في بيئة يغلب عليها الطابع الكاثوليكي. وبسبب معاناته من مرض الربو في طفولته، لم يكن قادرا على ممارسة الرياضة أو المشاركة في الأنشطة مع بقية الأطفال، لذلك كان والداه وشقيقه الأكبر يصطحبونه كثيرًا إلى دور السينما، وهناك نشأت شغفه العميق بعالم الأفلام. وقد تحدّث عن تأثير فيلمي مايكل باول وإيميريك بريسبرغر النرجسي الأسود ‏(1947) والحذاء الأحمر ‏(1948) عليه في تلك الفترة. وخلال سنوات مراهقته في حي ذا برونكس، كان يستأجر باستمرار فيلم باول وبريسبرغر حكايات هوفمان ‏(1951) من متجر يملك نسخة واحدة فقط من البكرة. وكان من بين شخصين فقط يواظبان على استئجاره، أما الآخر فكان المخرج المستقبلي جورج روميرو.

ذكر سكورسيزي أن الممثلين سابو داستاجير وفيكتور ماتير من المفضلين لديه في شبابه. ويتذكر أن والده اصطحبه لمشاهدة فيلم جان رينوار النهر ‏(1951)، حيث أُسِر بتصويره للهند. كما أصبح «مهووساً» بفيلم رينوار الوهم الكبير ‏(1937) عند إعادة عرضه. ويعتبر فيلمي جون فورد الرجل الهادئ ‏(1952) والباحثون ‏(1956) من أبرز المؤثرات التكوينية في مسيرته. وفي أحد أفلامه الوثائقية عن الواقعية الإيطالية الجديدة، علّق سكورسيزي على الكيفية التي ألهمه بها فيلما روبرتو روسيليني روما - مدينة مفتوحة ‏(1945) وفيتوريو دي سيكا سارق الدراجة ‏(1946)، وكيف أثرا على نظرته إلى جذوره الصقلية. وفي فيلمه الوثائقي رحلتي إلى إيطاليا، أشار إلى أن المشهد الصقلي من فيلم روسيلليني بازا ‏(1946)، الذي شاهده أول مرة على التلفاز برفقة أقاربه المهاجرين الصقليين، كان له أثر بالغ في حياته. كما يتذكر استجابته القوية لفيلم ألفريد هتشكوك الدوار ‏(1958). أقرّ سكورسيزي بمديونيته الكبيرةللموجة الفرنسية الجديدة، وصرّح أن «الموجة الفرنسية الجديدة أثرت على جميع المخرجين الذين جاؤوا بعدها، سواء شاهدوا أفلامها أم لم يشاهدوها». كما استشهد بأعمال  ساتياجيت راي وإنغمار برغمان وأندريه فايدا ومايكل أنجلو أنطونيوني وفيديريكو فليني وإيتشيرو هوندا وإيجي تسوبورايا كعوامل أساسية أثرت في مسيرته. ورغم أنه لم تكن هناك عادة للقراءة في منزله، فإنه مع نهاية خمسينيات القرن العشرين بدأ يتجه نحو الأدب، وقد تركت فيه علامات واضحة أعمال فيودور دوستويفسكي الإنسان الصرصار (1864)، وجيمس جويس صورة الفنان في شبابه (1916)، وغراهام غرين جوهر المسألة ‏(1948).
التحق سكورسيزي بمدرسة كاردينال هايز الثانوية للبنين في حي برونكس، وتخرج منها عام 1960. كان في البداية يرغب في أن يصبح قس، فالتحق بإكليريكية تمهيدية، لكنه فشل بعد السنة الأولى ولم يتمكّن من الالتحاق بجامعة فوردهام. عندها تحوّل اهتمامه إلى السينما، فالتحق بكلية واشنطن سكوير التابعة لجامعة نيويورك (المعروفة اليوم بكلية الآداب والعلوم)، حيث حصل على درجة البكالوريوس في اللغة الإنجليزية عام 1964. واصل دراسته في جامعة نيويورك ليحصل على درجة الماجستير في الآداب من كلية التربية (التي تُعرف اليوم باسم كلية ستينهاردت للثقافة والتعليم والتنمية البشرية) عام 1968، أي بعد عام واحد من تأسيس الكلية.

## حياته المهنية

### 1963–1972: الأفلام القصيرة وبداياته في الإخراج السينمائي
خلال دراسته في مدرسة تيش للفنون التابعة لجامعة نيويورك، أخرج سكورسيزي عددًا من الأفلام القصيرة، من بينها ماذا تفعل فتاة لطيفة مثلك في مكان كهذا؟ ‏(1963) والأمر لا يقتصر عليك، يا موراي! ‏(1964). أما أشهر أفلامه القصيرة في تلك الفترة فكان الفيلم الكوميدي القاتم الحلاقة الكبرى ‏(1967) الذي قام ببطولته بيتر بيرنوث، وكان بمثابة إدانة لتورط الولايات المتحدة في حرب فيتنام، وهو ما أُلمح إليه من خلال عنوانه البديل فيتنام ’67. ذكر سكورسيزي في أكثر من مناسبة أنه استلهم كثيرًا في بداياته بجامعة نيويورك من أستاذ السينما هايغ ب. مانوجيان. وكانت أول وظيفة مهنية له أثناء وجوده في الجامعة عندما عمل مساعد مصوّر مع مدير التصوير بيرد براينت في الفيلم القصير ابتسامات ‏(1964) للمخرج جون ج. أفيلدسن. وقد صرّح سكورسيزي: «كان الأمر مهمًا جدًا لأنهم كانوا يصوّرون على شريط 35 ملم»، كما اعترف بأنه كان سيئًا في عمله آنذاك لأنه لم يكن قادرًا على تقدير مسافة البؤرة بدقة. إلى جانب ذلك، عمل سكورسيزي كفنّي إضاءة مع المخرجَين ألبرت وديفيد مايزلس، كما عمل محررًا في شبكة سي بي إس نيوز، التي عرضت عليه لاحقًا وظيفة بدوام كامل، لكنه رفضها بسبب سعيه لمواصلة مسيرته في صناعة السينما.
في عام 1967، قدّم سكورسيزي أول فيلم روائي طويل له بالأبيض والأسود بعنوان أنا أدعو أولًا، والذي أعيدت تسميته لاحقًا إلى من يطرق بابي؟. شاركه في العمل زملاؤه الطلاب، الممثل هارفي كيتل والمحررة ثيلما شونمايكر، اللذان أصبحا لاحقًا من أبرز المتعاونين معه على المدى الطويل. عُرض الفيلم في مهرجان شيكاغو السينمائي الدولي عام 1967، وهناك شاهده الناقد الشهير روجر إيبرت، الذي كتب أول مراجعة منشورة لسكورسيزي. قال إيبرت في مقاله: «إنه يجمع بين عالمين متعارضين من السينما الأمريكية. فمن جهة هناك الأفلام التقليدية مثل مارتـي ومنظر من الجسر وعلى الرصيف وديفيد وليزا — كلها محاولات صادقة للتعبير عن مستوى الحياة الواقعية، لكنها تعاني بدرجات مختلفة من مثالية ورومانسية صانعيها. ومن جهة أخرى هناك الأفلام التجريبية لرواد السينما المستقلة في نيويورك مثل يوناس ميكاس وشيرلي كلارك وآخرين، مثل الاتصال وظلال وبنادق الأشجار، حيث استُخدم الحوار المرتجل والمشاهد غير المصطنعة والكاميرات المحمولة في محاولة لالتقاط عفوية التجربة الحية. إن أنا أدعو أولًا يوحّد هذين النوعين في عمل أصيل تمامًا، مُرضٍ فنيًا، ومقارن تقنيًا بأفضل الأفلام المنتَجة في أي مكان. ليس لدي أي تحفظ في وصفه بأنه لحظة عظيمة في تاريخ السينما الأمريكية.»
أصبح سكورسيزي صديقًا مقربًا لما عُرف بـ جيل صانعي الأفلام المتمردين في سبعينيات القرن العشرين، وهم المخرجون المؤثرون براين دي بالما، وفرانسيس فورد كوبولا، وجورج لوكاس، وستيفن سبيلبرغ. وكان دي بالما هو من قدّم سكورسيزي إلى الممثل روبرت دي نيرو، الذي سيصبح لاحقًا شريكًا فنيًا أساسياً في مسيرته. وخلال هذه الفترة، عمل سكورسيزي كمساعد مخرج وأحد المحررين في الفيلم الوثائقي الشهير وودستوك ‏(1970) من إخراج مايكل وادلي. كما التقى بالممثل والمخرج جون كاسافيتيس، الذي أصبح صديقًا مقربًا ومرشدًا له، مؤثرًا بشكل كبير على نظرته للسينما المستقلة وأسلوبه الإخراجي.
التقى سكورسيزي بالمنتج والمخرج روجر كورمان بعد قدومه إلى هوليوود للعمل على مونتاج فيلم كارافان كرة الدواء. وكان كورمان قد شاهد فيلم من يطرق بابي؟ وأعجبه، فطلب من سكورسيزي أن يصنع تتمة لفيلمه ماما الدموية ‏(1970). وهكذا وُلد فيلم بيرثا عربة القطار ‏(1972). علّم كورمان سكورسيزي أن بالإمكان تصوير أفلام ممتعة بميزانية ووقت محدودين جدًا، وهو ما أعدّ المخرج الشاب جيدًا للتحديات التي واجهته لاحقًا. وبعد عرض الفيلم، نصحه صديقه ومرشده جون كاسافيتيس بأن يركّز على صناعة الأفلام التي يرغب هو شخصيًا في إخراجها، بدلًا من الانشغال بتنفيذ مشاريع لغيره.

### 1973–1989: الانطلاقة نحو الشهرة والإشادة النقدية
كان فيلم الشوارع الدنيئة ‏(1973) نقطة الانطلاقة الحقيقية لكل من سكورسيزي، وهارفي كيتل، وروبرت دي نيرو. كتبت الناقدة بولين كايل عنه: «إن الشوارع الدنيئة لمارتن سكورسيزي عمل أصيل بحق في زمننا، وانتصار للسينما الشخصية. يتمتع بمظهر هلوسي خاص به؛ حيث يعيش أبطاله في عتمة الحانات، وسط إضاءة وألوان فاقعة … إنه عن الحياة الأمريكية هنا والآن، ومع ذلك لا يبدو كفيلم أمريكي ولا يُشعرك بذلك. لو كان مترجمًا، لكنا استقبلنا موهبة أوروبية أو جنوب أمريكية جديدة — ربما بونويل جديد مشبع بفردي». في هذا الفيلم، تبلورت ملامح أسلوب سكورسيزي المميز: استعراضات الرجولة، العنف الدموي، الشعور الكاثوليكي بالذنب والخلاص، أجواء نيويورك القاسية (رغم أن معظم الفيلم صُوِّر في لوس أنجلوس)، المونتاج السريع، والموسيقى المعاصرة التي شكّلت جزءًا أساسيًا من السرد. ورغم ابتكاره، فقد كان مدينًا في أجوائه المشحونة وأسلوبه الوثائقي الحاد ورؤيته من مستوى الشارع لتأثيرات مخرجين مثل جون كاسافيتيس، وصموئيل فولر، وجان-لوك غودار في بداياته. وفي عام 1974، اختارت الممثلة إلين بورستين سكورسيزي لإخراج فيلم أليس لم تعد تعيش هنا بعد الآن، الذي فازت عنه بجائزة الأوسكار لأفضل ممثلة. ورغم التقدير الكبير للفيلم، فإنه يُعد حالة استثنائية في مسيرة سكورسيزي المبكرة لأنه ركّز على شخصية نسائية محورية. وفي العام نفسه، عاد سكورسيزي إلى جذوره في حي ليتل إيتالي عبر الفيلم الوثائقي إيطالي-أمريكي، الذي ظهر فيه والداه تشارلز وكاثرين سكورسيزي متحدثين عن حياتهما وتجربة الهجرة.
تبع سكورسيزي فيلم الشوارع الدنيئة بعمله الأشهر سائق التاكسي ‏(1976)، الذي صوّر حكاية جندي فيتنامي سابق يتولّى تطبيق القانون بنفسه في شوارع نيويورك المليئة بالجريمة. ثبّت الفيلم مكانة سكورسيزي كمخرج بارع، كما لفت الأنظار إلى مدير التصوير مايكل تشابمان، الذي تميّز أسلوبه بتباينات ضوئية حادة، وألوان قوية، وحركات كاميرا معقدة. قام روبرت دي نيرو ببطولة الفيلم مجسدًا شخصية ترافيس بيكل الغاضب والمنعزل، بينما أدت جودي فوستر دورًا مثيرًا للجدل كعاهرة قاصر، ولعب هارفي كيتل دور قوادها. شكّل الفيلم أيضًا بداية سلسلة تعاون بين سكورسيزي وكاتب السيناريو بول شريدر، الذي استلهم أفكاره من يوميات قاتل محتمل آرثر برمر، ومن فيلم جون فورد المفتشون ‏(1956)، ومن فيلم روبرت بريسون سارق المحفظة ‏(1959). أثار الفيلم جدلاً واسعًا عند عرضه، لكنه عاد إلى دائرة الضوء بعد خمس سنوات عندما حاول جون هينكلي الابن اغتيال الرئيس الأمريكي رونالد ريغان، وادّعى لاحقًا أن دافعه كان هوسه بشخصية جودي فوستر في سائق التاكسي (إذ أن شخصية ترافيس بيكل في الفيلم تحاول اغتيال سيناتور).

فاز فيلم سائق التاكسي بجائزة السعفة الذهبية في مهرجان كان السينمائي عام 1976، كما نال أربع ترشيحات لجوائز الأوسكار، من بينها أفضل فيلم. وقد شجع النجاح النقدي والمالي للفيلم سكورسيزي على خوض أول مشروع ضخم بميزانية كبيرة، وهو الفيلم الموسيقي نيويورك، نيويورك، الذي اتسم بأسلوب بصري متكلف ومميز. شكّل الفيلم تحية من سكورسيزي لمسقط رأسه ونوع الفيلم الموسيقي الكلاسيكي في هوليوود، لكنه فشل تجاريًا في شباك التذاكر. كان هذا العمل ثالث تعاون بين سكورسيزي وروبرت دي نيرو، الذي شارك البطولة مع ليزا مينيللي. ويُذكر الفيلم اليوم بشكل أساسي لأغنيته الرئيسية التي حملت عنوانه، والتي أصبحت شهيرة بعد أن غنّاها فرانك سيناترا. ورغم امتلاك الفيلم للبصمة البصرية المعتادة لدى سكورسيزي وجرأته الأسلوبية، فقد رأى العديد من النقاد أن الأجواء المغلقة والمقيّدة داخل الاستوديوهات جعلته أقل حيوية مقارنة بأعماله السابقة. ومع ذلك، يُنظر إلى الفيلم بشكل إيجابي من قبل بعض النقاد. فقد كتب ريتشارد برودي: 
بالنسبة لسكورسيزي، وهو عاشق للسينما مدى الحياة، فإن جوهر نيويورك يمكن العثور عليه في تصويرها في أفلام هوليوود الكلاسيكية. ومن اللافت أن تحيته الرجعية للعصر الذهبي للأفلام الموسيقية والميلودراما الرومانسية ذات الطابع النويري اتضح أنها واحدة من أكثر أفلامه عفوية وشخصية.
في عام 1977، أخرج سكورسيزي المسرحية الموسيقية ذا آكت على برودواي من بطولة ليزا مينيللي. لكن الاستقبال المخيب لفيلم نيويورك، نيويورك أدخله في حالة من الاكتئاب، وفي تلك المرحلة كان قد طوّر إدمانًا خطيرًا على الكوكايين. ومع ذلك، وجد الدافع الإبداعي لإخراج الفيلم الوثائقي الشهير الوداع الأخير، الذي وثّق الحفل الأخير لفرقة ذا باند. أُقيم الحفل في قاعة وينترلاند بولروم في سان فرانسيسكو يوم عيد الشكر عام 1976، وشارك فيه عدد ضخم من أبرز نجوم الموسيقى في حفل واحد، من بينهم بوب ديلان، نيل يونغ، رينغو ستار، مادي ووترز، جوني ميتشل، فان موريسون، بول باترفيلد، نيل دايموند، روني وود، وإريك كلابتون. غير أن انشغاله بمشاريع أخرى أخّر إصدار الفيلم حتى عام 1978. وفي العام نفسه، ظهر فيلم وثائقي آخر من إخراجه بعنوان الفتى الأمريكي، الذي ركّز على ستيفن برينس، بائع السلاح المتبجح الذي ظهر في فيلم سائق التاكسي. تلت ذلك فترة من الحفلات الصاخبة والإفراط في السهر، مما ألحق ضررًا كبيرًا بصحته الهشة أصلًا. كما ساعد سكورسيزي في توفير لقطات لفيلم وثائقي آخر هو إلفيس في جولة.

بحسب العديد من الروايات (ومنها رواية سكورسيزي نفسه)، فإن روبرت دي نيرو أنقذ حياة سكورسيزي حين أقنعه بالتخلص من إدمانه على الكوكايين من أجل إنجاز فيلمه البارز الثور الهائج. وقد لخّص الكاتب مارك سينغر حالة سكورسيزي في تلك الفترة بالقول: 
كان سكورسيزي في تلك الفترة يعاني أكثر من مجرد اكتئاب بسيط. فقد بلغ به سوء استخدام المخدرات، وإرهاقه لجسده عمومًا، إلى نوبة مرعبة من النزيف الداخلي. جاء روبرت دي نيرو لزيارته في المستشفى، وطرح عليه سؤالًا مباشرًا عمّا إذا كان يريد أن يعيش أم يموت. قال له دي نيرو: إذا كنت تريد أن تعيش، فلنصنع هذا الفيلم — في إشارة إلى كتاب السيرة الذاتية الثور الهائج للملاكم السابق وبطل العالم في الوزن المتوسط جيك لاموتا، وهو الكتاب الذي كان دي نيرو قد أعطاه لسكورسيزي ليقرأه قبل سنوات.
مقتنعًا بأنه لن يتمكن من إخراج فيلم آخر، كرّس سكورسيزي طاقته بالكامل لإنجاز السيرة الذاتية العنيفة لبطل العالم في الملاكمة لوزن المتوسط جيك لاموتا، واصفًا أسلوبه في إخراجها بأنه «طريقة كاميكازية في صناعة الأفلام». يُنظر إلى الفيلم على نطاق واسع كتحفة فنية، وقد صوّتت له مجلة سايت آند ساوند البريطانية كأعظم فيلم في ثمانينيات القرن العشرين. نال الفيلم ثمانية ترشيحات لجوائز الأوسكار، من بينها أفضل فيلم، وأفضل ممثل لروبرت دي نيرو، وأفضل ممثلة مساعدة لكاثي موريارتي، وأفضل ممثل مساعد لجو بيسكي، وأول ترشيح لسكورسيزي كأفضل مخرج. فاز دي نيرو بالجائزة عن فئة أفضل ممثل، كما فازت ثيلما شونمايكر بجائزة أفضل مونتاج، في حين ذهبت جائزة أفضل مخرج إلى روبرت ريدفورد عن فيلم الناس العاديون. ومنذ هذا العمل، باتت أفلام سكورسيزي تُسوَّق دائمًا تحت عبارة «فيلم لمارتن سكورسيزي» في المواد الدعائية. صُوّر فيلم الثور الهائج بتباين حاد بالأبيض والأسود، وفيه بلغ أسلوب سكورسيزي ذروته. فبينما استخدم في سائق التاكسي ونيويورك، نيويورك عناصر من التعبيرية لنقل الرؤى النفسية، فقد دفع هذا الأسلوب إلى أقصى مدى هنا، عبر اللقطات البطيئة المطوّلة، وحركات الكاميرا التتبعية المعقدة، والتشويه المفرط للمنظور (مثل تغيّر حجم حلبة الملاكمة من نزال إلى آخر). ومن الناحية الموضوعية، واصل الفيلم استكشاف القضايا التي برزت في الشوارع الدنيئة وسائق التاكسي: الرجال المضطربون، العنف، الذنب، والخلاص.
رغم أن نص فيلم الثور الهائج نُسب إلى بول شريدر وماردِك مارتن (الذي شارك سابقًا في كتابة الشوارع الدنيئة)، فإن النسخة النهائية اختلفت كثيرًا عن المسودة الأصلية لشريدر. فقد أعيدت كتابتها عدة مرات على يد كتّاب متنوعين، من بينهم جاي كوكس، بينما كُتبت المسودة النهائية إلى حد كبير على يد سكورسيزي وروبرت دي نيرو. في عام 1997، صنّف معهد الفيلم الأمريكي الثور الهائج في المرتبة الرابعة والعشرين ضمن قائمة «100 عام … 100 فيلم» كأعظم الأفلام الأمريكية على الإطلاق. ثم في عام 2007، ارتقى الفيلم في الإصدار العاشر للقائمة إلى المرتبة الرابعة كأعظم فيلم أمريكي في التاريخ.
كان المشروع التالي لسكورسيزي هو خامس تعاون له مع روبرت دي نيرو، فيلم ملك الكوميديا ‏(1982). يعد الفيلم هجاءً لعالم الإعلام والشهرة، وتتمحور قصته حول شخصية وحيدة مضطربة تصبح مشهورة بطريقة ساخرة من خلال ارتكاب جريمة اختطاف. شكّل هذا العمل خروجًا واضحًا عن الأفلام العاطفية المكثفة التي ارتبط بها سكورسيزي في السابق. من الناحية البصرية، كان أسلوب الفيلم أقل حيوية بكثير من النمط الذي طوّره سكورسيزي سابقًا؛ إذ اعتمد غالبًا على الكاميرا الثابتة واللقطات الطويلة. ومع ذلك، احتفظ بعدد من بصماته المميزة، وإن استبدل التعبيرية التي وسمت أعماله السابقة بلحظات تكاد تصل إلى السريالية الكاملة. فشل ملك الكوميديا تجاريًا في شباك التذاكر، لكنه اكتسب مع مرور الزمن تقديرًا متزايدًا لدى النقاد، حتى أن المخرج الألماني فيم فيندرز عدّه واحدًا من بين 15 فيلمًا مفضلًا لديه. في عام 1983، ظهر سكورسيزي في دور قصير بفيلم آنا بافلوفا (المعروف أيضًا باسم امرأة لكل الأزمنة)، وهو فيلم كان من المقرر أن يخرجه أحد أبطاله السينمائيين، مايكل باول. وقد أدى ذلك لاحقًا إلى مشاركته في دور تمثيلي أكبر في فيلم الجاز حول منتصف الليل للمخرج برتران تافرنييه. كما خاض تجربة قصيرة في التلفزيون عبر إخراج حلقة من مسلسل قصص رائعة الذي أشرف عليه ستيفن سبيلبرغ.
مع فيلم بعد ساعات ‏(1985)، الذي نال عنه سكورسيزي جائزة أفضل مخرج في مهرجان كان، اتجه بأسلوبه الجمالي نحو شكل أكثر تقشفًا وأقرب إلى سينما «الأندرغراوند». صُوِّر الفيلم بميزانية منخفضة جدًا، في مواقع حقيقية، ليلًا في حي سوهو بمانهاتن. وهو كوميديا سوداء تروي ليلة تزداد فيها المصائب سوءًا بالنسبة لموظف حاسوب هادئ في نيويورك (قام بدوره غريفين دان)، ويضم ظهورًا قصيرًا لممثلين متنوعين مثل تيري غار وتشيش وتشونغ. إلى جانب إخراجه فيديو كليب باد لمايكل جاكسون عام 1987، أخرج سكورسيزي عام 1986 فيلم لون المال، وهو تكملة لفيلم روبرت روسن الكلاسيكي المحتال ‏(1961)، من بطولة بول نيومان وشارك فيه توم كروز. ورغم التزام الفيلم بأسلوب سكورسيزي المعروف، فإنه يُعد أول دخول رسمي له إلى عالم السينما التجارية السائدة. وقد منح الفيلم نيومان جائزة الأوسكار التي طال انتظارها، كما منح سكورسيزي النفوذ الكافي لتأمين التمويل لمشروع ظل يسعى لتحقيقه طويلًا: الإغواء الأخير للمسيح.
في عام 1983، بدأ سكورسيزي العمل على مشروعه الشخصي الذي لطالما حلم بإنجازه، الإغواء الأخير للمسيح، المقتبس عن رواية نيكوس كازانتزاكيس الصادرة عام 1955، والتي أعادت سرد حياة المسيح من منظور إنساني أكثر منه إلهي. تتذكر الممثلة باربرا هيرشي أنها هي من عرّفت سكورسيزي على الكتاب أثناء تصويرهما لفيلم بيرثا عربة القطار. كان من المقرر أن يُصوَّر الفيلم تحت مظلة شركة باراماونت بيكتشرز، لكن قبل بدء التصوير بفترة قصيرة، سحبت الشركة المشروع تحت ضغط من جماعات دينية. في النسخة الملغاة من عام 1983، كان من المفترض أن يؤدي إيدان كوين دور المسيح، بينما كان المغني ستينغ سيؤدي دور بيلاطس البنطي. (في نسخة 1988، لعب هذان الدوران ويليم دافو وديفيد بوي على التوالي). بعد تجاربه مع السينما التجارية في منتصف الثمانينيات، عاد سكورسيزي إلى صناعة الأفلام الشخصية من خلال هذا المشروع. وافقت شركة يونيفرسال بيكتشرز على تمويل الفيلم مقابل التزامه بإخراج فيلم تجاري أكثر جماهيرية للشركة في المستقبل (وقد تحقق ذلك لاحقًا في فيلم رعب كيب). حتى قبل صدوره عام 1988، أثار الفيلم — الذي أعد نصه بول شريدر كاتب سائق التاكسي والثور الهائج — عاصفة من الجدل، وأشعل احتجاجات عالمية ضد ما اعتُبر تجديفًا، مما حوّل فيلمًا مستقلاً منخفض الميزانية إلى ظاهرة إعلامية كبرى. وتمحورت معظم الانتقادات حول المشاهد الختامية، التي صوّرت المسيح وهو يتزوج من مريم المجدلية ويؤسس عائلة معها، في هلوسة شيطانية أثناء صلبه.
في عام 1986، أخرج سكورسيزي الفيلم القصير باد الذي بلغت مدته 18 دقيقة، من بطولة مايكل جاكسون وويسلي سنايبس (في أول ظهور سينمائي له). كان الفيلم في الوقت ذاته فيديو كليب موسيقي، وصُوِّر في محطة هويت–شيرمرهورن ستريتس في بروكلين على مدى ستة أسابيع خلال شهري تشرين الثاني وكانون الأول 1986. تولى مدير التصوير مايكل تشابمان مهمة التصوير، فيما تأثرت الإخراجات والحركات الراقصة بشكل كبير بفيلم قصة الحي الغربي ‏(1961). كما أشار سكورسيزي في فيلم سبايك لي الوثائقي باد 25 ‏(2012) إلى أثر سائق التاكسي على هذا العمل. نال الفيلم القصير إشادة واسعة من النقاد، ويُعتبر اليوم واحدًا من أعظم وأشهر الفيديوهات الموسيقية في التاريخ. وفي العام نفسه، وقّع سكورسيزي عقدًا مع استوديو والت ديزني الصاعد حينها لإنتاج وإخراج أفلام، وذلك بعد النجاح الكبير الذي حققه فيلم لون المال.
بالنظر إلى ما وراء الجدل، فقد حاز فيلم الإغواء الأخير للمسيح على إشادة نقدية واسعة، وما زال يُعد عملًا مهمًا في مسيرة سكورسيزي؛ إذ شكّل محاولة صريحة لمواجهة البعد الروحي الذي كان حاضرًا في أفلامه حتى ذلك الوقت. وقد نال عن الفيلم ترشيحه الثاني لجائزة الأوسكار لأفضل مخرج (لكنه لم يفز، إذ ذهبت الجائزة هذه المرة إلى باري ليفنسون عن فيلم رجل المطر). في عام 1989، أخرج سكورسيزي فيلمه القصير دروس في الحياة، وهو أحد ثلاثة أجزاء شكّلت الفيلم التجميعي حكايات نيويورك. وقد منح الناقد روجر إيبرت الفيلم مراجعة متباينة، لكنه أثنى على عمل سكورسيزي واعتبر فيلمه القصير «ناجحًا بالفعل».

## من أشهر أعماله كمخرج

### أفلام طويلة
| الترتيب | العنوان                     | السنة | سيناريو | النوع                    | المدة     |
| ------- | --------------------------- | ----- | ------- | ------------------------ | --------- |
| 1       | من الذي يطرق بابي           | 1967  |         | دراما                    | 90 دقيقة  |
| 2       | بوكسكار بيرثا               | 1972  |         | جريمة                    | 88 دقيقة  |
| 3       | شوارع وضيعة                 | 1973  |         | جريمة                    | 112 دقيقة |
| 4       | أليس لا تعيش هنا بعد الآن   | 1974  |         | دراما                    | 112 دقيقة |
| 5       | سائق التاكسي                | 1976  |         | نوار-جديد                | 112 دقيقة |
| 6       | نيويورك، نيويورك            | 1977  |         | غنائي                    | 163 دقيقة |
| 7       | الثور الهائج                | 1980  |         | دراما                    | 129 دقيقة |
| 8       | ملك الكوميديا               | 1983  |         | كوميديا سوداء            | 109 دقائق |
| 9       | بعد ساعات                   | 1985  |         | كوميديا سوداء            | 97 دقيقة  |
| 10      | لون الأموال                 | 1986  |         | دراما                    | ساعتان    |
| 11      | الإغراء الأخير للسيد المسيح | 1988  |         | ملحمي                    | 162 دقيقة |
| 12      | أصدقاء طيبون                | 1990  |         | جريمة                    | 145 دقيقة |
| 13      | رأس الخوف                   | 1991  |         | إثارة                    | ساعتان    |
| 14      | عصر البراءة                 | 1993  |         | رومانسي                  | 139 دقيقة |
| 15      | كازينو                      | 1995  |         | جريمة                    | 178 دقيقة |
| 16      | كاندن                       | 1997  |         | سيرة ذاتية               | 134 دقيقة |
| 17      | إظهار الموتى                | 1999  |         | دراما                    | ساعتان    |
| 18      | عصابات نيويورك              | 2002  |         | درامي-تاريخي             | 169 دقيقة |
| 19      | الطيار                      | 2004  |         | سيرة ذاتية               | 169 دقيقة |
| 20      | المغادرون                   | 2006  |         | إثارة                    | 150 دقيقة |
| 21      | جزيرة الصراع                | 2010  |         | إثارة نفسية              | 138 دقيقة |
| 22      | هيوغو                       | 2011  |         | مغامرات                  | ساعتان    |
| 23      | ذئب وول ستريت               | 2013  |         | سيرة ذاتية-كوميديا سوداء | 179 دقيقة |
| 24      | الصمت                       | 2016  |         | ملحمي                    | 161 دقيقة |
| 25      | الأيرلندي (فيلم)            | 2019  |         | جريمة، دراما             | 210 دقيقة |

### أفلام قصيرة

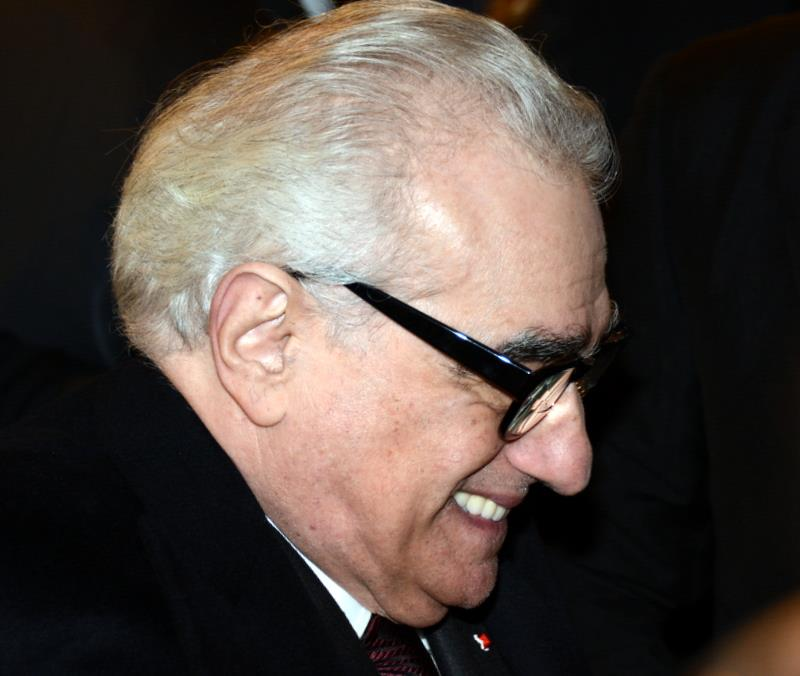
مارتن سكورسيزي في 2013.

- الحلاقة الكبيرة (1967). مدته خمس دقائق. يتحدث بطريقة غير مباشرة عن حرب فيتنام.
- الأمريكي الإيطالي (1974). مدته 48 دقيقة. مقابلة مع والديه يتحدثان عن هجرتهما.
- الولد الأمريكي: لمحة عن حياة ستيفن برينس (1978). مدته 53 دقيقة.
- قصص نيويورك (1989). مدته 45 دقيقة. قسم بعنوان دروس الحياة من فيلم من ثلاثة أقسام، بالاشتراك مع المخرجين فرانسيس فورد كوبولا ووودي آلن.

### أفلام وثائقية
- مشاهد الشوارع (1970). فيلم ضد حرب فيتنام.
- الفالز الأخير (1978)
- رحلة شخصية مع مارتن سكورسيزي خلال الأفلام الأمريكية (1995)
- رحلتي إلى إيطاليا (1999). عن تاريخ السينما الإيطالية عموما وعن موجة الواقعية الإيطالية الجديدة خاصة.
- رسالة إلى إيليا (2010). فيلم عن المخرج إيليا كازان.

## الجوائز والترشيحات
| السنة   | الفيلم                      | ترشيحات الأوسكار | جوائز الأوسكار | ترشيحات الغولدن غلوب | جوائز الغولدن غلوب | ترشيحات البافتا | جوائز البافتا |
| ------- | --------------------------- | ---------------- | -------------- | -------------------- | ------------------ | --------------- | ------------- |
| 1974    | أليس لم تعد تعيش هنا        | 3                | 1              | 2                    |                    | 7               | 4             |
| 1976    | سائف التاكسي                | 4                |                | 2                    |                    | 7               | 3             |
| 1977    | نيويورك، نيويورك            |                  |                | 4                    |                    | 2               |               |
| 1980    | الثور الهائج                | 8                | 2              | 7                    | 1                  | 4               | 2             |
| 1983    | ملك الكوميديا               |                  |                |                      |                    | 5               | 1             |
| 1985    | بعد ساعات                   |                  |                | 1                    |                    | 1               |               |
| 1986    | لون المال                   | 4                | 1              | 2                    |                    |                 |               |
| 1988    | الإغراء الأخير للسيد المسيح | 1                |                | 2                    |                    |                 |               |
| 1990    | أصدقاء طيبون                | 6                | 1              | 5                    |                    | 7               | 5             |
| 1991    | cape fear                   | 2                |                | 2                    |                    | 2               |               |
| 1993    | زمن البراءة                 | 5                | 1              | 4                    | 1                  | 4               | 1             |
| 1995    | كازينو                      | 1                |                | 2                    | 1                  |                 |               |
| 1997    | kundun                      | 4                |                | 1                    |                    |                 |               |
| 2002    | عصابات نيويورك              | 10               |                | 5                    | 2                  | 12              | 1             |
| 2004    | الطيار                      | 11               | 5              | 6                    | 3                  | 14              | 4             |
| 2006    | المغادرون                   | 5                | 4              | 6                    | 1                  | 6               |               |
| 2011    | هيوغو                       | 11               | 5              | 3                    | 1                  | 9               | 2             |
| 2013    | ذئب وول ستريت               | 5                |                | 2                    | 1                  | 4               |               |
| 2016    | صمت                         | 1                |                |                      |                    |                 |               |
| المجموع | المجموع                     | 81               | 20             | 56                   | 11                 | 84              | 23            |

## وصلات خارجية
- مارتن سكورسيزي على موقع IMDb (الإنجليزية)
- مارتن سكورسيزي على موقع الموسوعة البريطانية (الإنجليزية)
- مارتن سكورسيزي على موقع روتن توميتوز (الإنجليزية)
- مارتن سكورسيزي على موقع مونزينجر (الألمانية)
- مارتن سكورسيزي على موقع ألو سيني (الفرنسية)
- مارتن سكورسيزي على موقع ميوزك برينز (الإنجليزية)
- مارتن سكورسيزي على موقع تيرنر كلاسيك موفيز (الإنجليزية)
- مارتن سكورسيزي على موقع أول موفي (الإنجليزية)
- مارتن سكورسيزي على موقع بوكس أوفيس موجو (الإنجليزية)
- مارتن سكورسيزي على موقع قاعدة بيانات برودواي على الإنترنت (الإنجليزية)